# Will Schuester
William Michael "Will" Schuester, spesso indicato come Sigr. Schue, è un personaggio immaginario della serie televisiva Glee.
È interpretato dall'attore Matthew Morrison ed è apparso in Glee sin dal suo episodio pilota, andato in onda il 19 maggio, 2009. Will è stato sviluppato dai creatori di Glee Ryan Murphy, Brad Falchuk e Ian Brennan. Egli è il direttore del glee club, e docente presso la fittizia William McKinley High School di Lima, Ohio, dove lo show ha luogo. Le sue storyline lo hanno visto rivivere i suoi anni scolastici nel glee club, lascia la moglie Terri (Jessalyn Gilsig), confessando il suo amore alla consulente dell'orientamento scolastico Emma Pillsbury (Jayma Mays). Morrison è entrato a far parte del cast come Will dopo che Murphy trascorse tre mesi osservando degli attori a Broadway.
Alcune delle sue performance musicali sono state rilasciate come singoli, disponibili per il download digitale, e appaiono anche negli album della colonna sonora, come Glee: The Music, Volume 1 e Glee: The Music, Volume 2. Morrison è stato candidato come miglior attore per una serie TV musicale o commedia ai Golden Globe del 2010 per la sua performance nel ruolo. Il personaggio inizialmente ha ricevuto alcune recensioni negative da parte della critica, ritenute "un po 'triste" di Robert Lloyd del Los Angeles Times. Tuttavia, con il proseguire della serie, Morrison ha attirato lodi per la sua recitazione nel ruolo, con i critici anche commentato positivamente sullo sviluppo del rapporto romantico tra Will ed Emma.

## Aspetto fisico e personalità
Will Schuester è un uomo alto e con capelli castani ricci, per i quali viene spesso preso in giro da Sue Sylvester. È solito indossare dei gilet, abbinati con camicie e cravatte. Caratterialmente, è un uomo gentile, sensibile ed educato. È anche molto protettivo verso le persone a cui tiene, come i ragazzi del Glee, sebbene a volte si dimostri severo come insegnante. È solito dare consigli e stare vicino ai suoi ragazzi, anche se non manca mai di rimproverarli quando questi fanno uno sbaglio. È solito infuriarsi quando le persone lo deludono, come nel caso di Terry (la moglie) con cui si arrabbia molto quando scopre della sua finta gravidanza.

## Storia

### Prima dell'inizio della serie
Del passato di Will non si conosce moltissimo. Si sa che al tempo in cui andava al William McKinley il Glee, il gruppo di canto coreografato della scuola, era al top e i ragazzi che ne facevano parte erano i più apprezzati. Lui ne faceva parte e amava cantare, desiderando di poter diventare cantante. In quegli anni conobbe la giovane Terry, con cui iniziò una relazione che durò fino a sposarla.

### Nella serie
All'inizio della serie Will è l'insegnante di spagnolo del liceo McKinley. Quando Sandy Ryerson, che dirigeva personalmente il Glee, viene cacciato, decide egli stesso di diventare il direttore del gruppo e raduna cinque ragazzi: Rachel Berry, Artie Abrams, Kurt Hummel, Mercedes Jones e Tina Coen-Chang. Malgrado la bravura dei ragazzi, Will sente che il gruppo non è completo e cerca una voce maschile adatta. Per puro caso, mentre è negli spogliatoi maschili, sente Finn Hudson, il capitano della squadra di football, cantare sotto la doccia e notando che ha un'ottima voce lo convince con l'imbroglio ad entrare nel Glee (gli fa credere di aver trovato della droga nel suo armadietto e lo minaccia di dirlo al preside se egli non entra nel Glee). Pochi giorni dopo, viene informato dalla moglie che ella è incinta, cosa non vera ma che egli accoglie con gioia. Terry, infatti, finge di essere incinta poiché convinta che il marito voglia lasciarla per Emma Pillsbury, la consulente scolastica che, senza che egli lo sappia, ha una cotta per Will. Verso metà stagione, però, Will scopre la verità e decide di lasciare Terry, da cui divorzia a fine stagione. Durante la direzione del Glee ha un'accesa rivalità con Sue Sylvester, la direttrice dei Cheereos, le cheerleader locale, che vuole chiudere il Glee perché vuole appropriarsi del loro budget per le esibizioni dei Cheereos. A fine stagione il Glee è sul punto di chiudere perché le Nuove Direzioni (il nome del gruppo) perdono le Regionali, ma Sue, con sua grande sorpresa, convince il preside a dargli un altro anno.
Nella seconda stagione, Will, divenuto ufficialmente single, è ormai consapevole dei sentimenti di Emma e li ricambia, ma la donna ha una relazione con un uomo di nome Carl e quindi i due non possono stare insieme. Nel corso della stagione, Will tenta più volte di fare colpo sulla donna, riuscendo infine a mettersi con lei. Durante questa stagione ha anche modo di conoscere Shannon Beast, la nuova coach della squadra di football. All'inizio Will la maltratta, aiutato da Sue, poiché per colpa della Beast il Glee ha perso parte del suo budget, ma poi capisce di aver sbagliato e chiede scusa a Shannon, diventandone amico. A causa di questo, Sue, che aveva smesso di tormentare il Glee, riprende a tormentarlo e tenta più volte di farlo chiudere, fallendo costantemente. Al funerale della sorella di Sue, Jean, Will legge un discorso commemorativo al suo posto e fa eseguire una canzone al Glee, grazie alla quale Sue si commuove e promette di non boicottare il Glee. Will accompagna i ragazzi del Glee a New York per le Nazionali, ma la squadra perde a causa di una bacio fra Rachel e Finn e quindi la squadra torna a casa senza trofeo. Nonostante questo Will è contento perché si è finalmente fidanzato con Emma.
Nella terza stagione, Will ormai convive con Emma, che però comincia a sentirsi messa da parte perché Will, malgrado le dimostri spesso di amarla, non la chiede in moglie. Nel decimo episodio della stagione, ormai convinto di essere pronto e grazie all'aiuto delle Nuove Direzioni, di Shannon e di Sue, riesce a chiedere ad Emma di sposarlo, ottenendo una risposta positiva. A fine stagione, l'insegnante accompagna i ragazzi alle Nazionali, che vengono finalmente vinte e quindi le Nuove Direzioni diventano la squadra di Glee più famosa dello stato.
Nella quarta stagione, Will resta il direttore del Glee e si appresta a partire per Washington per un incarico importante che riguarda il Glee, mentre affida ad Emma i preparativi per le imminenti nozze. A seguito dello stress, i due hanno una forte discussione che rischia di rovinare il loro rapporto, ma i due riescono a riappacificarsi e Will assegna la direzione delle Nuove Direzioni a Finn, recentemente tornato a Lima, mentre lui è a Washington. Una volta tornato, il professore si appresta a celebrare le tanto sperate nozze con Emma, ma con suo sommo rammarico la donna scappa dalla chiesa prima del sì, nascondendosi per diversi giorni. L'uomo la ritrova e i due fanno pace, decidendo comunque di sposarsi. In questo lasso di tempo, Will viene informato da Finn che il ragazzo ha baciato Emma mentre ella sul punto di una crisi di panico. Questa rivelazione provoca una spaccatura fra Will e Finn, che cominciano a litigare e a discutere anche di fronte ai ragazzi del Glee. Finn tenta più volte di farsi perdonare, ma Will nega il perdono e per questo il ragazzo decide di partire per il college. Alla fine, Will, capendo che Finn è sinceramente pentito, raggiunge il ragazzo al college e dopo aver fatto pace con lui lo convince a tornare a Lima per aiutarlo nella direzione del Glee. A fine stagione, subito dopo aver vinto le Regionali, Emma e Will finalmente si sposano, con attorno tutti i membri del Glee.
Nella quinta stagione, Will si impegna a far vincere nuovamente le Nazionali alle Nuove Direzioni ed è felicemente sposato con Emma, che resta incinta nel corso della stagione. Purtroppo, la tranquillità viene sconvolta dall'improvvisa morte di Finn. Il professore resta profondamente scosso dalla morte del ragazzo, ma cerca di farsi forza e di mostrarsi forte, riuscendo a piangere solo dopo molti giorni. Per sua sfortuna, le Nuove Direzioni perdono le Nazionali, arrivando secondi. A seguito di questo Sue, divenuta preside, chiude il Glee, ma la donna, anziché prenderlo in giro e vantarsi, lo consola e gli fa trovare un lavoro come Direttore di Vocal Adrenalin, i vincitori delle Nazionali. A fine stagione Will parte per New York per assistere allo spettacolo di RAchel a Broadway, ma prima dell'inizio dello spettacolo è costretto a tornare a Lima poiché Emma è sul punto di partorire. Will fa in tempo a tornare per la nascita del figlio, che viene chiamato Deniel Finn Schuster, in onore di Finn.
Nella sesta e ultima stagione, Will dirige i Vocal Adrenalin, a cui cerca di insegnare il lavoro di squadra, ma questi si rivelano scorretti e indisciplinati, perciò Will decide di tornare dalle Nuove Direzioni, dirette ora da Rachel e Kurt, tornati a Lima dopo la disastrosa carriera di Rachel. A fine stagione, quando le Nuove Direzioni vincono nuovamente le Nazionali, Will viene eletto preside della scuola e il liceo McKinley diventa una scuola d'arte con molti Glee, uno dei quali è diretto da Sam Evans.
Nell'epilogo, cinque anni dopo, Will è felicemente sposato con Emma, e i due hanno diversi figli. Assiste gioia alla premiazione di Rachel, che vince un Tony grazie alla sua partecipazione in una serie. Qualche giorno dopo, radunati tutti i membri del Glee originali, Will canta con loro "I Lived".